# Кокбастау (Тарбагатайский район)
Кокбастау (каз. Көкбастау) — село в Тарбагатайском районе Восточно-Казахстанской области Казахстана. Входит в состав Кумгольского сельского округа. Код КАТО — 635853200.

## Население
В 1999 году население села составляло 187 человек (95 мужчин и 92 женщины). По данным переписи 2009 года, в селе проживало 120 человек (63 мужчины и 57 женщин).